# Schizocythere ikeyai
Schizocythere ikeyai is een mosselkreeftjessoort uit de familie van de Cytheridae. De wetenschappelijke naam van de soort is voor het eerst geldig gepubliceerd in 1998 door Tsukagoshi & Briggs.